# Base Aérea de São Paulo

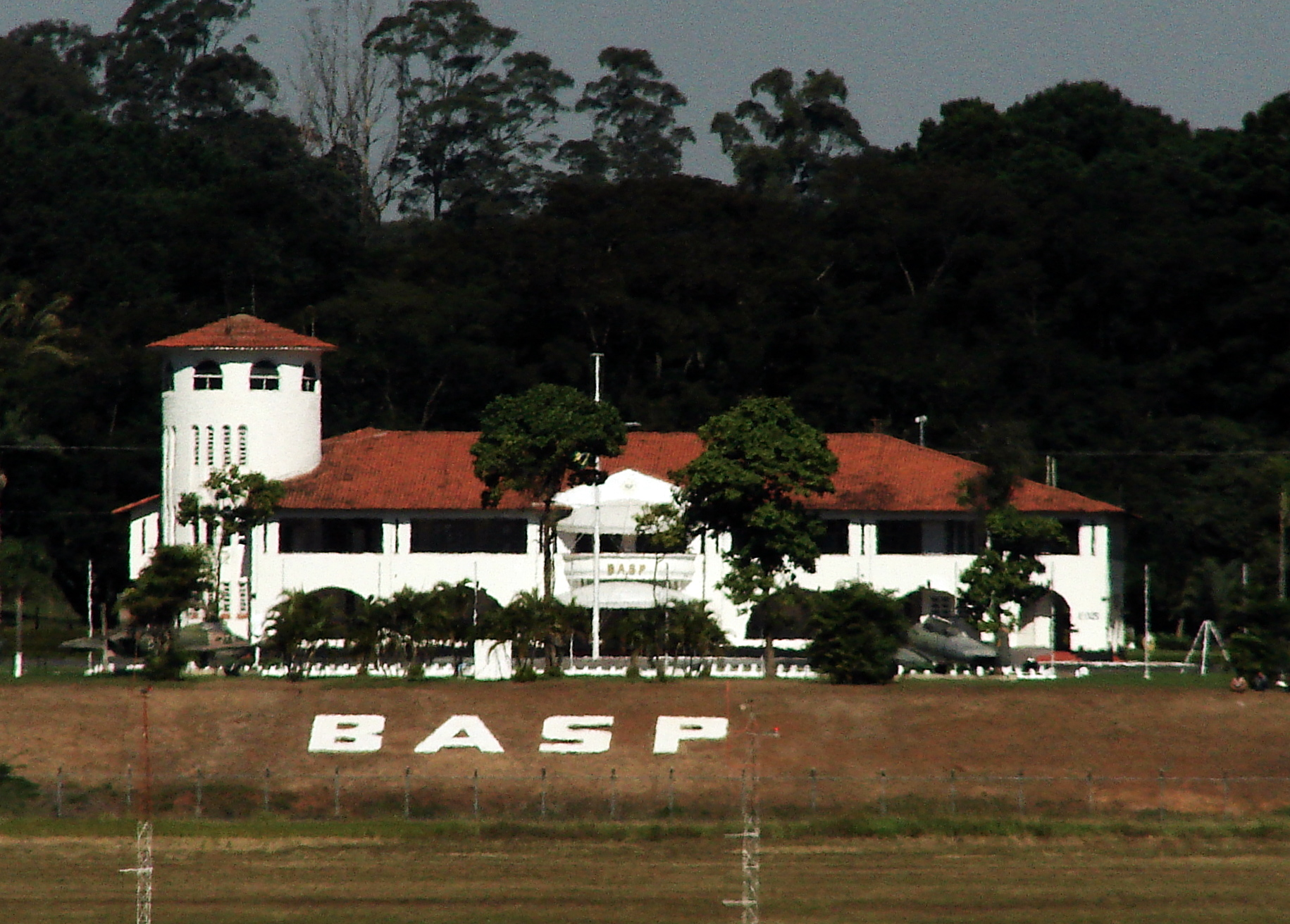
Edificação história da BASP.

A Base Aérea de São Paulo (BASP) é uma base da Força Aérea Brasileira localizada em Cumbica na cidade de Guarulhos, no estado de São Paulo. É uma Base Aérea que opera em conjunto, isto é, utilizando as mesmas pistas do Aeroporto Internacional de São Paulo.

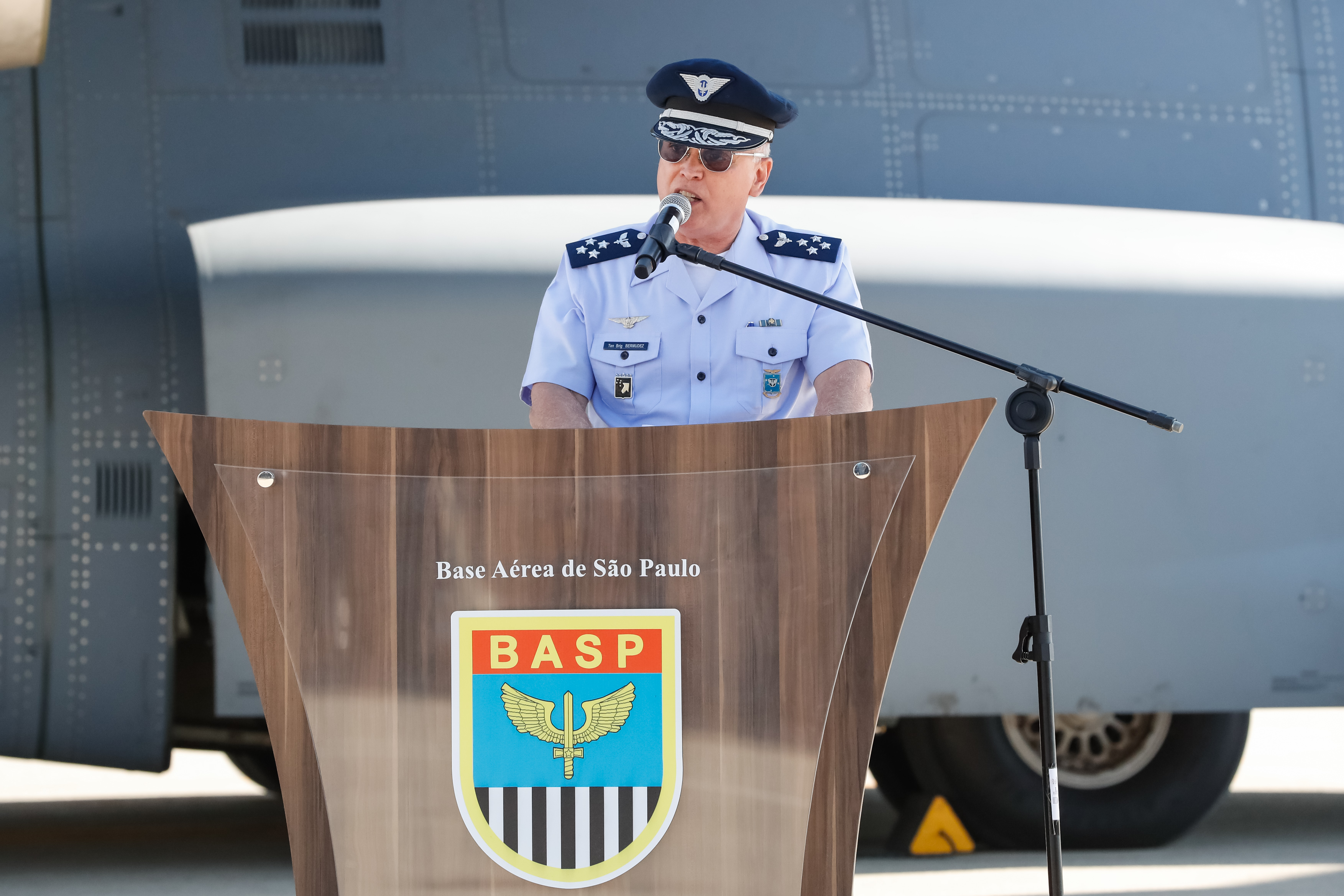
O ex-comandante da Aeronáutica e o brasão das BASP em 2020 em solenidade alusiva à partida da comitiva brasileira em Missão Especial a Beirute.

## Unidades aéreas
Atualmente, opera na Base Aérea de São Paulo a seguinte unidade da FAB:
- 4º Esquadrão de Transporte Aéreo (4º ETA), o Esquadrão Carajá, com aeronaves C-95, C-95A e C-95B (Embraer EMB-110 Bandeirante) e agora operam aeronaves C-97 Embraer EMB-120 Brasília.

## Unidades sediadas
- Centro de Catalogação da Aeronáutica (CECAT), subordinado diretamente ao Comando-Geral de Apoio.
- Instituto de Logística da Aeronáutica (ILA), subordinado diretamente ao Comando-Geral de Apoio.
- Prefeitura de Aeronáutica de São Paulo.